# François-Marie-Alexandre Labrouste
François-Marie-Alexandre Labrouste est un homme politique et un administrateur français, né à Bordeaux le 26 octobre 1762 et mort à Paris le 30 juillet 1835.

## Biographie
François-Marie-Alexandre Labrouste est né le 26 octobre 1762 à Bordeaux. Il est le fils de Jérôme Labrouste (1707-1784), directeur général des vivres des Armées du roi, et de Magdeleine Eléonore Jente.
Jeune avocat, il est nommé en janvier 1790, officier supérieur de la garde nationale bordelaise, et épouse le 4 février 1790 à Bordeaux, Anne-Dominique Gourg (1764-1851), fille et petite fille de négociants de cognac. François-Marie-Alexandre Labrouste et Anne-Dominique Gourg ont cinq enfants :
- Pierre Etienne François Marie Labrouste (1792-1858), avocat, receveur ;
- Pierre Victor Alexandre Labrouste (1796-1866), juriste, pédagogue, directeur du Collège Sainte-Barbe, chevalier de la Légion d'Honneur,  épouse Julie Andrieux, fille de François Andrieux, avocat, poète et auteur dramatique ;
- Marie Anne Laure Labrouste (1797-1885), épouse Augustin Norbert Surgis (1783-1847), Capitaine de lanciers ;
- François Marie Théodore Labrouste (1799-1885), architecte, officier de la Légion d'Honneur, épouse Marie-Louise Gaujac ;
- Henri Pierre François Labrouste (1801-1875), architecte, officier de la Légion d'Honneur, épouse Marie Joséphine Clémence Dassys.

À la fin de 1791, il devient membre du directoire du département de la Gironde. Proscrit sous la terreur (1793-1794), il est incarcéré après s'être caché pendant plusieurs mois derrière un faux mur de sa maison et n'échappe à la mort que grâce à l'intercession providentielle d'un proche de Robespierre, qui se trouvait à Bordeaux. Il est désigné  membre du Conseil des Cinq-Cents en 1796. Le 15 avril 1798 il propose de décréter que tout noble pourrait prétendre aux fonctions publiques après avoir justifié de son attachement à la République mais cette motion n'est pas adoptée. Plus heureux quelques jours plus tard, il obtient que les émigrés naufragés de Calais échappent à la mort en demandant qu'ils soient simplement déportés. Il est choisi pour être consul provisoire mais malade, décline cette mission. Nommé membre du Tribunat de 1799 jusqu'en 1807, il est à ce titre un des acteurs de la proclamation de l'Empire. Administrateur des cautionnements et premier commis des finances, il est nommé commissaire chargé de la liquidation de l'ancienne caisse d'amortissement, directeur de la Caisse des dépôts et consignations puis receveur des contributions directes du 7e arrondissement de Paris. 
Le 28 juillet 1835 à Paris, François-Marie-Alexandre Labrouste assiste aux célébrations du cinquième anniversaire de la révolution de juillet. Un défilé de la garde nationale est organisé où doivent paraître ses fils Théodore et Henri. Il est gravement blessé dans l'attentat perpétré par Giuseppe Fieschi contre Louis-Philippe. Il décède deux jours plus tard des suites de ses blessures le 30 juillet. Le 5 août, il est inhumé avec les treize autres victimes de l'attentat dans l'église des Invalides, à l'endroit même où Napoléon 1er lui avait remis la Légion d'Honneur.

## Distinctions
François-Marie-Alexandre Labrouste est :
- chevalier de la Légion d'honneur (15 juillet 1804)
- chevalier de l'Empire (29 septembre 1809)

## Sources
- « François-Marie-Alexandre Labrouste », dans Adolphe Robert et Gaston Cougny, Dictionnaire des parlementaires français, Edgar Bourloton, 1889-1891 [détail de l’édition]